# Bataille de Stoczek
Insurrection polonaise de 1830-1831
Batailles
- Stoczek
- Dobra
- Kałuszyn
- Wawer
- Nowa Wieś
- Białołęka
- Grochow
- Kurow
- Wawer
- Debe Wielkie
- Domanice
- Iganie
- Kazimierz Dolny
- Ostrołęka
- Wola

La bataille de Stoczek se déroule le 14 février 1831 près de la ville de Stoczek Łukowski, à 50 km au sud-est de Varsovie, est la première grande bataille de l'insurrection polonaise de 1830-1831.
Cet engagement oppose les troupes du royaume de Pologne insurgé du général Dwernicki, et les troupes impériales russes du général Geismar.

## Contexte

### L'insurrection de 1830
L'insurrection du royaume de Pologne contre le tsar de Russie et roi de Pologne Nicolas I commence le 29 novembre 1830. Un gouvernement provisoire est installé le 3 décembre. Les négociations avec le tsar échouent:  Nicolas exigeant la reddition sans conditions.
Le 25 janvier, la diète le destitue du trône de Pologne, proclamant ainsi l'indépendance du royaume, et instaure le Gouvernement national, présidé par le prince Adam Czartoryski.

### Contexte militaire
Le 4 février, l'armée russe, sous le commandement du général Diebitsch, lance l'offensive en direction de Varsovie en plusieurs colonnes réparties sur un large front.
Mais elle se va se heurter à la résistance de l'armée du royaume de Pologne, dont le commandant en chef est alors le prince Michel Radziwill.

## Les forces en présence
Dwernicki est à la tête de 4 700 hommes : 14 escadrons de cavalerie (2 200 hommes), 3 bataillons d'infanterie (2 500 hommes) et 6 canons.
Geismar est à la tête de deux brigades de cavalerie (4 régiments, 12 escadrons), mais n'en utilise qu'une pendant la bataille (2 100 hommes et 10 canons).

## La bataille

### Mouvements préliminaires
Le général Geismar, qui n'a pris son commandement qu'une dizaine de jours plus tôt, avance sur la grande route de Brest à Varsovie.
Le 13 février, le général Dwernicki franchit la Vistule en direction de la Volhynie, province polonaise de l'Empire russe, où il doit susciter des soulèvements. Il atteint Stoczek Łukowski (ville qui se trouve à 15 km au sud de la route de Brest) le 14.
Geismar, ayant appris la présence de Dwernicki à Stoczek, décide de l'attaquer. Il laisse sur la grand-route sa 2e brigade et part vers Stoczek en envoyant un régiment (le « Pereyaslavski »), conduit par le général Pachkov sur la route de Seroczyn (au nord-ouest de Stoczek) tandis que lui-même passe par le village de Toczyska (au nord-est) avec le régiment des fusiliers à cheval du Wurtemberg. Les deux colonnes russes doivent traverser une zone forestière où les routes sont étroites.
Informé de l'approche de l'ennemi, Dwernicki installe ses troupes au nord de Stoczek, artillerie au centre, infanterie en deux blocs de chaque côté, et la cavalerie sur les deux ailes.

### L'engagement
La colonne de Pachkov est la première à déboucher. L'engagement commence par un duel d'artillerie, où les Russes ont l'avantage, ayant des canons de plus gros calibre. Dwernicki ordonne alors une charge de cavalerie, qui réussit à mettre en déroute deux escadrons russes. Ceux-ci, reprenant la route de Seroczyn, se heurtent aux troupes qui arrivent. Cette retraite est assez désastreuse, entre les lanciers polonais, la forêt et la rivière Swider où beaucoup vont se noyer.
Le régiment conduit par Geismar se met en position alors que la déroute de Pachkov est complète. Une première charge polonaise est repoussée, mais la seconde, menée par Dwernicki, l'emporte, et là encore, la retraite des Russes est difficile. La bataille se transforme en une série de combats singuliers où les lanciers polonais ont l'avantage de la légèreté. Le général Geismar encerclé ne doit son salut qu'à l'agilité de son cheval.
À l'issue des combats, les Russes ont subi des pertes s'élevant à 400 morts, dont un colonel et quinze officiers, et 230 prisonniers. Onze canons tombent aux mains des Polonais, qui ont subi des pertes beaucoup moins fortes et peuvent entonner le fameux chant : « Non, Pologne chérie, tu n'es point sans défenseurs. ».

## Les conséquences
La bataille de Stoczek est un premier succès pour les Polonais, qui ont surtout remporté une victoire psychologique importante pour la suite des combats.
Cependant, Dwernicki n'a pas complètement décimé l'unité ennemie, celle-ci a pu rejoindre le reste des forces russes pour participer à la bataille de Grochow (25 février).

## Mémoire de la bataille de Stoczek
L'artillerie de la garde nationale ayant participé à cette bataille, un des canons saisis est envoyé en l'honneur des volontaires armés à la ville de Varsovie ; sur un des canons, est gravée l'inscription suivante :
« Je suis un des onze enlevés à Stoczek, au fameux vainqueur des Turcs. Polonais ! ne m'abandonnez qu'avec votre dernier souffle de vie. »

## Source
- (en) Cet article est partiellement ou en totalité issu de l’article de Wikipédia en anglais intitulé « Battle of Stoczek » (voir la liste des auteurs).